# 최영주 (작가)
최영주(崔泳柱(Choi Yeongju), 본명: 최신복, 본명 한자: 崔信福, 1906년 2월 24일~1945년 1월 12일)는 수원 출신으로 부일 반민족 행위를 한 아동 문학 작가 겸 언론인이다.

## 생애
1923년에 경성의 배재고등보통학교를 졸업하고 일본의 도쿄 니혼 대학교의 철학과로 유학했다. 경성부로 귀국한 뒤 경기도 수원에서 화성소년회(華城少年會)를 조직하면서부터 소년 운동에 투신했으며, 한때 윤석중과 함께 색동회 동인으로 활동하기도 했다. 1927년 1월 개벽사(開闢社)에 입사한 뒤부터 잡지 "학생(學生)", "어린이"의 편집 업무를 담당하는 한편, 세계 명작 동화를 번안하여 연재했다.
1936년 5월 안석주, 윤석중 등과 함께 소파(小波) 방정환 선생 기념비 건립 모금 운동 발기인으로 참여했으며, 1940년 방정환이 생전에 집필했던 문학 작품들을 정리한 "소파전집(小波全集)"을 출판했다. 1938년 10월부터 1941년 1월까지 한국 최초의 월간 수필잡지인 "박문(博文)"의 편집 겸 발행인으로 활동했고, "중앙(中央)", "신시대(新時代)", "여성(女性)" 등의 잡지에서 편집 업무를 담당했다.
1941년 1월부터 1941년 8월까지 월간 잡지 "신시대" 주간으로 활동하는 동안 일제의 내선일체 정책과 황민화 정책, 일본의 침략 전쟁을 찬양하고 지원병 제도를 선전하는 글을 기고했으며 이러한 경력 때문에 민족문제연구소의 친일인명사전 수록자 명단의 언론/출판 부문에 포함되었다.
1945년 1월 12일 경기 인천 제물포에서 폐결핵으로 요양중에 사망했으며, 주요 번역 작품집으로는 "호드기" 등이 있다.

## 특기사항
최영주의 여동생, 최순애(1914~1998)는 그의 나이 12살 때인 1925년 11월 오빠 최영주를 그리는 동시 '오빠 생각'을 잡지 어린이에 투고해 입선하였다. 박태준은 5년 후 이 시에 곡을 붙였다. 최순애의 남편은 아동문학가 이원수이기도 하다.

## 참고 관련 자료
- 최영주 (네이버 지식사전)
- 민족문제연구소 (2009). 〈최영주〉. 《친일인명사전 3 (ㅇ ~ ㅎ)》. 서울. 743 ~ 744쪽.